# 観音寺 (徳島市勢見町)
観音寺（かんのんじ）は、徳島県徳島市勢見町にある高野山真言宗の寺院である。山号は勢見山。本尊は千手観音。阿波西国三十三観音霊場1番札所。徳島二十四ヶ所地蔵霊場2番札所。

## 歴史
蜂須賀家政が大谷にあったものを元和2年（1616年）に現在の勢見町に移建したものと伝えられる。また現在の徳島市北山町には本尊の脇侍であった地蔵尊を本尊とする東海寺が創建された。

## 文化財
- 本堂 - 1970年（昭和45年）11月16日に徳島市指定有形文化財に指定。本堂の建築は、豪放華麗な桃山時代の権現造りの様式。
- 観音寺書院の庭園 - 1972年（昭和47年）8月24日に徳島市指定記念物（名勝）に指定。面積は約770平方メートル。本堂裏の勢見山（眉山）山麓の傾斜を利用して作られ、池泉観賞式の様式。

## 前後の札所
阿波西国三十三観音霊場
33 井戸寺 ---- 1 観音寺 ---- 2 善福寺

## 交通
- JR徳島駅より徳島市営バス「二軒屋」または「法花」行き「金刀比羅前」下車より徒歩5分。